# 1921

## أحداث
- تأسيس مدينة مادبا وتقع حاليا في الأردن.
- تأسيس مدينة رمات غان.
- نهاية الحرب الأوكرانية السوفييتية في 1921 والتي بدأت في 1917.
- نهاية الحرب البولندية السوفيتية في 1 مارس 1921 والتي بدأت في 1 فبراير 1919.
- نهاية الحرب التركية الفرنسية في 1 أكتوبر 1921 والتي بدأت في 1 ديسمبر 1918.
- نهاية حرب زيان في 1921 والتي بدأت في 1914.

### يناير
- 6 يناير - تأسيس الجيش العراقي الذي أُوكِلَ تشكيله إلى الفريق جعفر العسكري

### مارس
- 17 مارس - الجيش الأحمر يسحق تمرد كرنشتات، وعدد من البحارة يفر إلى فنلندا.

### يوليو
- 11 يوليو - استقلال منغوليا من الصين.

### أغسطس
- 7 أغسطس - تأسس نادي مولودية الجزائر الجزائري لكرة القدم.

### سبتمبر
- 12 سبتمبر - تأسيس منظمة لوتا سفارد شبه العسكرية النسائية المساعدة في فنلندا.
- ضم الملك عبد العزيز بن عبد الرحمن آل سعود منطقة حائل والحدود الشمالية (عرعر) وتبوك تحت حكمه بعد سقوط حكم آل رشيد في حائل .
- الحرب الاهلية الروسية بين الحكومة الروسية ومجموعات متظاهرة

## مواليد
- صفاء الحيدري

### يناير
- 1 يناير - غاي إيتون، كاتب ومؤرخ بريطاني مسلم.
- 1 يناير - الشيخ وحيد الخراساني، مرجع ديني شيعي أيراني معاصر.

### أكتوبر
- 12 أكتوبر - آرثر كلوكي، صانع رسوم متحركة أمريكي.

### ديسمبر
- 7 ديسمبر - زهير الكرمي، عالم وباحث فلسطيني.

### أخرى
- آرثر شاولو
- أبو بكر الجزائري
- أغسطو مونتيروسو
- أكيو موريتا
- أليكس هيلي
- أمين الحافظ (سوريا)
- أمين هويدي
- أندريه ديمترفيتش ساخاروف
- أندريه غريلون
- أوليفر هاسنكامب
- إدريس الدباغ
- إدغار موران
- إرنست غولد
- إسحاق نافون
- إغناطيوس الرابع هزيم
- إميل حبيبي
- الملكة فريدة
- باتريشا هايسميث
- برابهات رانجان ساركار
- بشير يلس
- بكري الطرابيشي
- بهيج عثمان
- بول بيترسن
- بيتر إيدل
- بيتر بينيسن
- توماس شيلينغ
- ثروت عكاشة
- جاسم بن حمد بن عبد الله آل ثاني
- جاك شتاينبرجر
- جان بيدل بوكاسا
- جان بيلفير
- جان كلود صامويل
- جلال بن عبد الله
- جمال حماد، سياسي ووزير وضابط مصري وأحد رجال تنظيم الضباط الأحرار المصريين، وكاتب البيان الأول لثورة يوليو.
- جميل بشير.
- جواد سليم
- جوفري ولكنسون
- جون لادريار
- جوي فاغان
- جيرارد ديبرو
- حسن خالد
- حسن زيرك
- حمد الفرحان
- خديجة الجهمي
- ديفيد بيتيل
- رايموند غويثالس
- رشيد كرامي
- روبرت ميريفيلد
- رون غرينوود
- رويشد
- سليمان العيسى
- سوهارتو
- سيزار بالداكيني
- سيلفيو غازانيغا
- شارلز برونسون
- شاكر الفحام
- شفيق مترى سدراك
- شنودة الثالث (بابا الإسكندرية)
- صالح العجيري
- صامويل كوهين
- صلاح شادي
- عبد الله مطلق المسيلم
- عادل العوا
- عارف عبد الرزاق
- عباس جميل
- عبد السلام عارف
- عبد الغني الجمسي
- عبد الفتاح أبو الفضل
- عبد القادر طاش
- عبد الكريم الخطيب
- عبد الله الطيب
- عبد الله شمس الدين
- عبد المنعم مدبولي
- عفيفة إسكندر
- علي يحي عبد النور
- غافرييل إليزاروف
- غونار نوردال
- غيرهارد فينلاند
- فؤاد التكرلي
- فهد الدويري
- فهد بن عبد العزيز آل سعود ملك المملكة العربيةالسعودية الخامس.
- بندر بن عبد العزيز آل سعود، أمير سعودي.
- فوزية بنت فؤاد الأول
- فولفغانغ لوتز
- فيليب دوق إدنبرة
- كارولا ليبنج
- كاي كريستيانسين
- كمال الدين حسين
- كمال الدين رفعت
- كمال حسن علي
- كمال محمد بشر
- كونراد بلوخ
- كينيث ارو
- لطفي زادة
- مأمون الهضيبي
- مائير عاميت
- مالكولم أرنولد
- محمد الطالبي
- محمد صلاح الدين كباره
- محمود عبد الوهاب فايد
- مديحة يسري
- مرسي جميل عزيز
- مصرع عبد السلام عارف
- مصطفى الكامل
- مصطفى بن حليم
- مصطفى عبد الله بعيو
- مصطفى محمود
- مصطفى مشهور
- مونتي هول
- ميخائيل ملك رومانيا
- ميشال جوبرت
- ناظم الغزالي
- نانسي ريغان
- هاشم محمد البغدادي
- هنري لويس بيلمن
- هوا جيو فينج
- هيرشل غرينزبان
- وديع الصافي
- ويب بيرس
- ويلى كيركلوند
- يوري نيكولين
- يويتشيرو نامبو
- ملك عبد العزيز

## وفيات
- أحمد الوافي
- أدهم الشرقاوي
- ألفريد هيرمان
- بيوتر كروبوتكين
- تاكاشي هارا
- تشارلز بونابرت
- توماس ميشيل
- تيوبالت فون بتمان هولفيغ
- جولد تسيهر
- ضاري بن طوالة
- عبد البهاء عباس
- غبريال ليبمان
- فؤاد جنبلاط
- فرنثيسكو براديا
- محمد تيمور
- ميرزا كوجك خان
- نيكولاي جيغوروفيتش شوكوفسكي
- ولي الدين يكن
- يوليوس ريتشارد بتري
- فاليريان أباكوفسكي
- علي علاء الدين الألوسي، عالِم وفقيه وواعظ وخطاط عراقي.
- سالم المبارك الصباح.

## نال جائزة نوبل
- في الفيزياء – الألماني ألبرت أينشتاين.
- في الكيمياء – البريطاني فردريك سودي.
- في الطب – محجوبة.
- في الأدب – الفرنسي أناتول فرانس.
- في السلام – مناصفة بين السويدي كارل هايلمار برانتينج والنرويجي كريستيان لويس لانج.